# Fußballer des Jahres (DDR)
Als Fußballer des Jahres wurde in der Deutschen Demokratischen Republik (DDR) jährlich der herausragendste Fußballspieler einer Saison geehrt. Der Preis wurde von der Fachzeitschrift Die neue Fußballwoche unter der Bezeichnung „Silberner Fußballschuh“ vergeben. Zur Ehrung zeichnete Kurt Beier für die Fußballwoche eine Karikatur des jeweiligen Titelträgers. Gewählt wurden die Spieler von den Sportredaktionen der Tageszeitungen in der DDR. Die Auszeichnung wurde erstmals 1963 und zuletzt zum 29. Mal 1991 vergeben. Erster Titelträger war Manfred Kaiser, letzter DDR-Fußballer des Jahres war Torsten Gütschow.
Die erfolgreichsten Spieler waren Jürgen Croy und Hans-Jürgen Dörner mit jeweils drei Auszeichnungen. Zweimal ausgezeichnet wurden Bernd Bransch, Hans-Ulrich Grapenthin, René Müller und Joachim Streich. Erfolgreichster Verein war Dynamo Dresden, der insgesamt sieben Mal den Fußballer des Jahres stellte. Kein DDR-Fußballer wurde zum Europäischen oder Weltfußballer des Jahres gewählt.
Michael Ballack und Matthias Sammer, die ihre Laufbahn im Spielbetrieb des Deutschen Fußball-Verbandes der DDR begonnen hatten, wurden nach der Wiedervereinigung als gesamtdeutscher Fußballer des Jahres ausgezeichnet.

## Liste der Titelträger

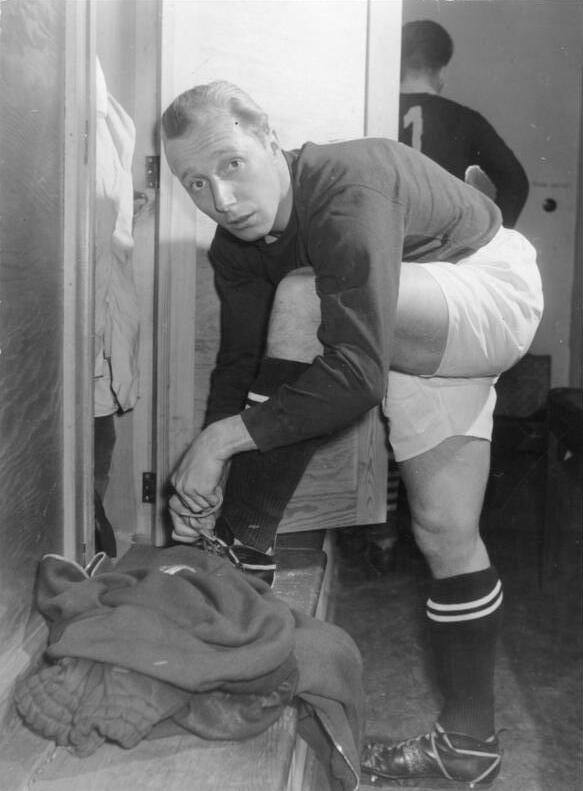
Manfred Kaiser war erster DDR-Fußballer des Jahres

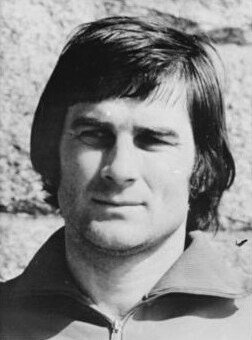
Peter Ducke. Sein Bruder Roland wurde ebenfalls zum Fußballer des Jahres gewählt.

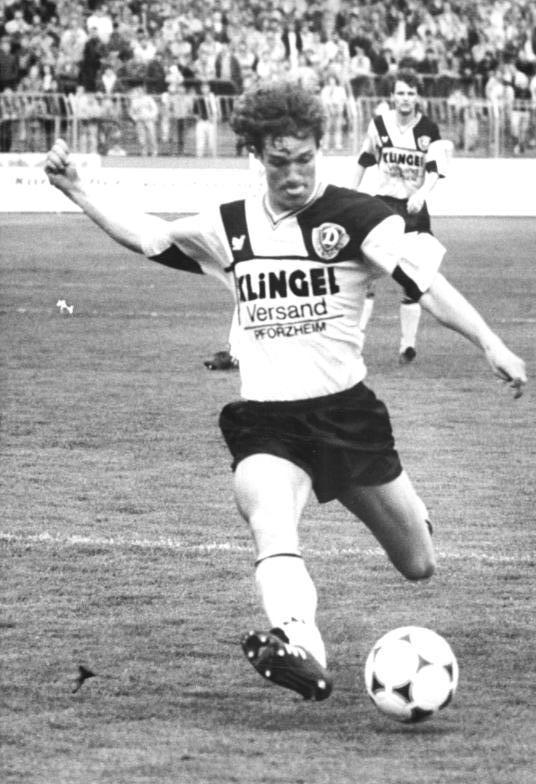
Torsten Gütschow war der letzte DDR-Fußballer des Jahres

- Jahr: Nennt das Jahr, in dem der Spieler gewählt wurde.
- Name: Nennt den Namen des Spielers.
- Verein: Nennt den Verein, für den der Spieler zum damaligen Zeitpunkt gespielt hat.
- Position: Nennt die Position des Spielers: Tor, Abwehr, Mittelfeld, Sturm.

| Jahr | Name                   | Verein                    | Position   |
| ---- | ---------------------- | ------------------------- | ---------- |
| 1963 | Manfred Kaiser         | SC Wismut Karl-Marx-Stadt | Mittelfeld |
| 1964 | Klaus Urbanczyk        | SC Chemie Halle           | Abwehr     |
| 1965 | Horst Weigang          | SC Leipzig                | Tor        |
| 1966 | Jürgen Nöldner         | FC Vorwärts Berlin        | Mittelfeld |
| 1967 | Dieter Erler           | FC Karl-Marx-Stadt        | Mittelfeld |
| 1968 | Bernd Bransch          | Hallescher FC Chemie      | Abwehr     |
| 1969 | Eberhard Vogel         | FC Karl-Marx-Stadt        | Sturm      |
| 1970 | Roland Ducke           | FC Carl Zeiss Jena        | Sturm      |
| 1971 | Peter Ducke            | FC Carl Zeiss Jena        | Sturm      |
| 1972 | Jürgen Croy            | BSG Sachsenring Zwickau   | Tor        |
| 1973 | Hans-Jürgen Kreische   | Dynamo Dresden            | Sturm      |
| 1974 | Bernd Bransch          | FC Carl Zeiss Jena        | Abwehr     |
| 1975 | Jürgen Pommerenke      | 1. FC Magdeburg           | Mittelfeld |
| 1976 | Jürgen Croy            | BSG Sachsenring Zwickau   | Tor        |
| 1977 | Hans-Jürgen Dörner     | Dynamo Dresden            | Abwehr     |
| 1978 | Jürgen Croy            | BSG Sachsenring Zwickau   | Tor        |
| 1979 | Joachim Streich        | 1. FC Magdeburg           | Sturm      |
| 1980 | Hans-Ulrich Grapenthin | FC Carl Zeiss Jena        | Tor        |
| 1981 | Hans-Ulrich Grapenthin | FC Carl Zeiss Jena        | Tor        |
| 1982 | Rüdiger Schnuphase     | FC Carl Zeiss Jena        | Abwehr     |
| 1983 | Joachim Streich        | 1. FC Magdeburg           | Sturm      |
| 1984 | Hans-Jürgen Dörner     | Dynamo Dresden            | Abwehr     |
| 1985 | Hans-Jürgen Dörner     | Dynamo Dresden            | Abwehr     |
| 1986 | René Müller            | 1. FC Lokomotive Leipzig  | Tor        |
| 1987 | René Müller            | 1. FC Lokomotive Leipzig  | Tor        |
| 1988 | Andreas Thom           | Berliner FC Dynamo        | Sturm      |
| 1989 | Andreas Trautmann      | Dynamo Dresden            | Abwehr     |
| 1990 | Ulf Kirsten            | 1. FC Dynamo Dresden      | Sturm      |
| 1991 | Torsten Gütschow       | 1. FC Dynamo Dresden      | Sturm      |

## Ranglisten

### Spieler
- Platz: Nennt die Platzierung des Spielers innerhalb dieser Rangliste. Diese wird durch die Anzahl der Titel bestimmt. Bei gleicher Anzahl von Titeln wird alphabetisch sortiert.
- Name: Nennt den Namen des Spielers.
- Anzahl: Nennt die Anzahl der errungenen Titel.
- Jahre: Nennt die Spielzeit(en), in denen der Spieler Fußballer des Jahres wurde.

| Platz | Name                   | Anzahl | Jahre            |
| ----- | ---------------------- | ------ | ---------------- |
| 1     | Jürgen Croy            | 3      | 1972, 1976, 1978 |
|       | Hans-Jürgen Dörner     | 3      | 1977, 1984, 1985 |
| 3     | Bernd Bransch          | 2      | 1968, 1974       |
|       | Hans-Ulrich Grapenthin | 2      | 1980, 1981       |
|       | René Müller            | 2      | 1986, 1987       |
|       | Joachim Streich        | 2      | 1979, 1983       |
| 7     | Peter Ducke            | 1      | 1971             |
|       | Roland Ducke           | 1      | 1970             |
|       | Dieter Erler           | 1      | 1967             |
|       | Torsten Gütschow       | 1      | 1991             |
|       | Manfred Kaiser         | 1      | 1963             |
|       | Ulf Kirsten            | 1      | 1990             |
|       | Hans-Jürgen Kreische   | 1      | 1973             |
|       | Jürgen Nöldner         | 1      | 1966             |
|       | Jürgen Pommerenke      | 1      | 1975             |
|       | Rüdiger Schnuphase     | 1      | 1982             |
|       | Andreas Thom           | 1      | 1988             |
|       | Andreas Trautmann      | 1      | 1989             |
|       | Klaus Urbanczyk        | 1      | 1964             |
|       | Eberhard Vogel         | 1      | 1969             |
|       | Horst Weigang          | 1      | 1965             |

### Vereine
- Platz: Nennt die Platzierung des Vereins innerhalb dieser Rangliste. Diese wird durch die Anzahl der Titel bestimmt. Bei gleicher Anzahl von Titeln wird alphabetisch sortiert.
- Verein: Nennt den Namen des Vereins.
- Anzahl: Nennt die Anzahl der errungenen Titel.
- Jahre: Nennt die Spielzeit(en), in denen Spieler des Vereins Fußballer des Jahres wurden.

| Platz | Verein                      | Anzahl | Jahre                                    |
| ----- | --------------------------- | ------ | ---------------------------------------- |
| 1.    | Dynamo Dresden 1            | 7      | 1973, 1977, 1984, 1985, 1989, 1990, 1991 |
| 2.    | FC Carl Zeiss Jena          | 6      | 1970, 1971, 1974, 1980, 1981, 1982       |
| 3.    | 1. FC Lokomotive Leipzig 2  | 3      | 1965, 1986, 1987                         |
| 3.    | 1. FC Magdeburg             | 3      | 1975, 1979, 1983                         |
| 3.    | BSG Sachsenring Zwickau     | 3      | 1972, 1976, 1978                         |
| 6.    | Hallescher FC Chemie 3      | 2      | 1964, 1968                               |
| 6.    | FC Karl-Marx-Stadt          | 2      | 1967, 1969                               |
| 8.    | Berliner FC Dynamo          | 1      | 1988                                     |
| 8.    | FC Vorwärts Berlin          | 1      | 1966                                     |
| 8.    | SC Wismut Karl-Marx-Stadt 4 | 1      | 1963                                     |

### Positionen
- Platz: Nennt die Platzierung des Position innerhalb dieser Rangliste. Diese wird durch die Anzahl der Titel bestimmt. Bei gleicher Anzahl von Titeln wird alphabetisch sortiert.
- Position: Nennt den Position.
- Anzahl: Nennt die Anzahl der errungenen Titel.

| Platz | Position   | Anzahl |
| ----- | ---------- | ------ |
| 1.    | Stürmer    | 10     |
| 2.    | Torwart    | 8      |
| 3.    | Abwehr     | 7      |
| 4.    | Mittelfeld | 4      |